# Interlevkin
Interlevkini so skupina citokinov, ki jih izločajo zlasti makrofagi. Interlevkini so pomembni medcelični mediatorji, ki sodelujejo zlasti pri komunikaciji med levkociti in tudi drugimi celicami imunskega sistema. 

## Seznam interlevkinov
Različni interlevkini imajo različne funkcije. Poimenovali so jih z zaporedno številko glede na odkritje. Najpomembnejši interlevkini so:
| Ime   | Izvor                                        | Delovanje |
| IL-1  | makrofagi                                    | Pospeši izgradnjo beljakovin akutne faze, poviša telesno temperaturo.                                                    |
| IL-2  | celice pomagalke                             | Spodbuja rast in diferenciacijo limfocitov T.                                                                            |
| IL-3  | limfociti T                                  | Stimulira matične celice kostnega mozga.                                                                                 |
| IL-4  | celice pomagalke, spominske celice           | Vključen v proliferacijo limfocitov B ter v razvoj limfocitov T in tkivnih bazofilcev. Ima pomembno vlogo pri alergijah. |
| IL-5  | celice pomagalke                             | Pomemben za diferenciacijo limfocitiv B, proizvodnjo eozinofilcev ter nastajanje IgA.                                    |
| IL-6  | makrofagi, fibroblasti                       | Sproži reakcijo akutne faze.                                                                                             |
| IL-7  | celice priželjca in kostnega mozga           | Vključen v uravnavanje limfocitov.                                                                                       |
| IL-8  | makrofagi, endotelijske celice               | Kemotaksa nevtrofilcev.                                                                                                  |
| IL-9  | limfociti T                                  | Stimulira tkivne bazofilce.                                                                                              |
| IL-10 | monociti, celice pomagalke, tkivni bazofilci | Zavira proizvodnjo citokinov v celicah pomagalkah.                                                                       |
| IL-11 | celice kostnega mozga                        | Produkcija beljakovin akutne faze.                                                                                       |
| IL-12 | makrofagi                                    | Spodbuja celice ubijalke, zavira celice pomagalke.                                                                       |